# 沙伴王

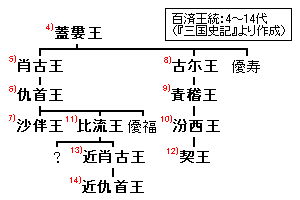
三国史记中的百济世系

沙伴王，234年在位，是朝鲜半岛古国百济的第七任国王，前任国王仇首王的长子。
根据《三国史记》的记载，沙伴王由于太年幼从而迅速被古爾王取代；而《三国遗事》中是说其被废黜。
沙伴王的生平并没有被历史详细的记载下来。然而，他被记录在一些日本的书籍中，如《新撰姓氏録》，这可能表明，沙伴王逊位后的很长一段时间是在日本度过的。